# Ес-Сахва
Ес-Сахва (англ. Sahwat al-Qamih, араб. سهوة القمح) — поселення в Сирії, що об'єднує невеличку друзьку спільноту в нохії Ель-Мусайфіра, яка входить до складу мінтаки Дар'а в південній сирійській мухафазі Дар'а.